# Аргунов, Афиноген Гавриилович
Афиноген Гавриилович Аргунов (22 июня 1886, Российская империя — 4 октября 1932) — русский военачальник, полковник.
Участник Первой мировой и Гражданской войн.
Участник Белого движения на Востоке России.
Эмигрант.

## Образование
Окончил Енисейское училище, а также Иркутское военное училище в 1906 году. Был произведен в подпоручики 15 июня 1908 года.
В 1911 году держал испытательный экзамен в Академию Генерального штаба.

## Участие в Первой мировой войне
За участие в боях Первой мировой войны был награждён целым рядом орденов:
- орденом Святого Станислава 3-й степени с мечами и бантом;
- орденом Святой Анны 4-й степени;
- орденом Святого Владимира 4-й степени с мечами и бантом;
- орденом Святой Анны 3-й степени с мечами и бантом;
- орденом Святого Станислава 2-й степени с мечами;
- орденом Святой Анны 2-й степени с мечами;
- Золотым Георгиевским оружием «За храбрость» (31 июля 1917 года)[1]

Ва время войны был произведен в полковники.

## Гражданская война и Белое движение
Служил в войсках Восточного фронта Российской армии адмирала Колчака.
С 1919 — начальник штаба 4-й Сибирской стрелковой дивизии.
С марта 1920 года — начальник Омской стрелковой дивизии
С весны 1921 года командовал Сибирской стрелковой бригадой, в декабре 1921 года командовал в Приморском полку 2-м белоповстанческим отрядом.
Командующий группой войск Белоповстанческой армии генерала Молчанова. Участвовал в боях под Волочаевкой в феврале 1922 года.
С сентября 1922 года командовал Западно-Сибирским стрелковым отрядом, бывшим 4-м Омским.

## В эмиграции
В Харбине работал учителем географии. Сотрудник газеты «Время».
Председательствовал в Дальневосточном отделе Братства Русской Правды.
Был убит в Харбине в 1932 году Н. А. Мартыновым при неправильном обращении с оружием. Похоронен был на харбинском Новом кладбище. В конце 1950-х, в связи с закрытием харбинских кладбищ, его прах перенесён на кладбище Хуаншань.